# مارفن ك. غاردنر
مارفن ك. غاردنر (بالإنجليزية: Marvin K. Gardner)‏ هو كاتب ترانيم أمريكي، ولد في 1952.

## وصلات خارجية
- مارفن ك. غاردنر على موقع ميوزك برينز (الإنجليزية)